# Lista odcinków serialu Sześć stóp pod ziemią
Lista odcinków serialu Sześć stóp pod ziemią emitowanego przez stację HBO w latach 2001–2005.

## Podsumowanie
| Seria | Seria | Liczba odcinków | Czas emisji                        |
| ----- | ----- | --------------- | ---------------------------------- |
|       | 1     | 13              | 3 czerwca 2001 – 19 sierpnia 2001  |
|       | 2     | 13              | 3 marca 2002 – 26 maja 2002        |
|       | 3     | 13              | 2 marca 2003 – 1 czerwca 2003      |
|       | 4     | 12              | 13 czerwca 2004 – 12 września 2004 |
|       | 5     | 12              | 6 czerwca 2005 – 21 września 2005  |

## Sezon 1 (2001)
| 1 | Pilot            | Fisher i Synowie      | Alan Ball       | Alan Ball          | 3 czerwca 2001   |
| Nathaniel Fisher ginie w wypadku samochodowym, Nate wraca do domu na święta i poznaje Brendę. |                  |                       |                 |                    |                  |
| 2 | The Will         | Ostatnia wola         | Miguel Arteta   | Christian Williams | 10 czerwca 2001  |
| Pogrzeb założyciela piramidy finansowej. Zaskakujący testament Nathaniela; Claire i Gabe stają się sobie coraz bliżsi; David spotyka byłą narzeczoną; Nate odkrywa tatuaż na plecach Brendy.                                               |                  |                       |                 |                    |                  |
| 3 | The Foot         | Stopa                 | John Patterson  | Bruce Eric Kaplan  | 17 czerwca 2001  |
| Pogrzeb właściciela piekarni. Nate przekonuje rodzinę, by sprzedać zakład koncernowi Kroehnera, lecz ostatecznie zmienia zdanie. Claire mści się na byłym chłopaku w niezwykły sposób.                                                     |                  |                       |                 |                    |                  |
| 4 | Familia          | Familia               | Lisa Cholodenko | Laurence Andries   | 24 czerwca 2001  |
| Pogrzeb gangstera. Tajemniczy pożar w domu należącym do Kroenera; podejrzenie pada na Claire; Ruth zaprasza Brendę na kolację. |                  |                       |                 |                    |                  |
| 5 | An Open Book     | Otwarta książka       | Kathy Bates     | Alan Ball          | 1 lipca 2001     |
| Pogrzeb gwiazdy porno; mowa pożegnalna jej przyjaciół szokuje Ruth. David rozważa diakonat. Nate poznaje rodziców Brendy. |                  |                       |                 |                    |                  |
| 6 | The Room         | Tajemniczy pokój      | Rodrigo García  | Christian Taylor   | 8 lipca 2001     |
| Pogrzeb starszej pani. Nate odkrywa sekrety w księgach ojca; Claire poznaje Billy’ego; Ruth jest w centrum zainteresowania Hirama i Nikolaia; David poświęca się pracy w kościele.                                                         |                  |                       |                 |                    |                  |
| 7 | Brotherhood      | Braterstwo            | Jim McBride     | Christian Williams | 15 lipca 2001    |
| Pogrzeb weterana wojny w Zatoce Perskiej; Nate i David mają różne poglądy na temat ostatniej woli żołnierza; Ruth rozpoczyna pracę w rosyjskiej kwiaciarni oraz zaprasza Hirama na rodzinną kolację; Billy krzyżuje plany Nate’a i Brendy. |                  |                       |                 |                    |                  |
| 8 | Crossroads       | Skrzyżowane losy      | Allen Coulter   | Laurence Andries   | 22 lipca 2001    |
| 9 | Life's Too Short | Życie jest za krótkie | Jeremy Podeswa  | Christian Taylor   | 29 lipca 2001    |
| 10 | The New Person   | Nowa osoba            | Kathy Bates     | Bruce Eric Kaplan  | 5 sierpnia 2001  |
| 11 | The Trip         | Podróż                | Michael Engler  | Rick Cleveland     | 12 sierpnia 2001 |
| 12 | A Private Life   | Życie prywatne        | Rodrigo García  | Kate Robin         | 19 sierpnia 2001 |
| 13 | Knock, Knock     | Puk, Puk              | Alan Ball       | Alan Ball          | 19 sierpnia 2001 |

## Sezon 2 (2002)
| Nr | Tytuł                                    | Tytuł polski                  | Reżyseria      | Scenariusz         | Premiera         |
| -- | ---------------------------------------- | ----------------------------- | -------------- | ------------------ | ---------------- |
| 1  | In The Game                              | Na fali                       | Alan Ball      | Rodrigo García     | 3 marca 2002     |
| 2  | Out, Out Brief Candle                    | Gasnące świeczka              | Kathy Bates    | Christian Williams | 10 marca 2002    |
| 3  | The Plan                                 | Plan                          | Rose Troche    | Kate Robin         | 17 marca 2002    |
| 4  | Driving Mr. Mossback                     | Wożąć Pana Mossbacka          | Michael Cuesta | Rick Cleveland     | 24 marca 2002    |
| 5  | The Invisible Woman                      | Niewidzialna kobieta          | Jeremy Podeswa | Bruce Eric Kaplan  | 31 marca 2002    |
| 6  | In Place of Anger                        | W miejsce gniewu              | Michael Engler | Christian Taylor   | 7 kwietnia 2002  |
| 7  | Back to the Garden                       | Powrót do ogrodu              | Dan Attias     | Jill Soloway       | 14 kwietnia 2002 |
| 8  | It's the Most Wonderful Time of the Year | To najwspanialszy czas w roku | Alan Taylor    | Scott Buck         | 21 kwietnia 2002 |
| 9  | Someone Else's Eyes                      | Cudzymi oczami                | Michael Cuesta | Alan Ball          | 28 kwietnia 2002 |
| 10 | The Secret                               | Sekret                        | Alan Poul      | Bruce Eric Kaplan  | 5 maja 2002      |
| 11 | The Liar and the Whore                   | Kłamczuch i prostytutka       | Miguel Arteta  | Rick Cleveland     | 12 maja 2002     |
| 12 | I'll Take You                            | Zabiorę cię                   | Michael Engler | Jill Soloway       | 19 maja 2002     |
| 13 | The Last Time                            | Ostatni raz                   | Alan Ball      | Kate Robin         | 26 maja 2002     |

## Sezon 3 (2003)
| Nr | Tytuł                                | Tytuł polski                  | Reżyseria         | Scenariusz                 | Premiera         |
| -- | ------------------------------------ | ----------------------------- | ----------------- | -------------------------- | ---------------- |
| 1  | Perfect Circles                      | Idealny okrąg                 | Rodrigo García    | Alan Ball                  | 2 marca 2003     |
| 2  | You Never Know                       | Nigdy nie wiesz do końca      | Michael Cuesta    | Scott Buck                 | 9 marca 2003     |
| 3  | The Eye Inside (a.k.a Another Voice) | Wewnętrzne oko                | Michael Engler    | Kate Robin                 | 16 marca 2003    |
| 4  | Nobody Sleeps                        | Nikt nie śpi                  | Alan Poul         | Rick Cleveland i Alan Ball | 23 marca 2003    |
| 5  | The Trap                             | Pułapka                       | Jeremy Podeswa    | Bruce Eric Kaplan          | 30 marca 2003    |
| 6  | Making Love Work                     | Stworzenie Miłości Pracy      | Kathy Bates       | Jill Soloway               | 6 kwietnia 2003  |
| 7  | Timing and Space                     | Czas i przestrzeń             | Nicole Holofcener | Craig Wright               | 13 kwietnia 2003 |
| 8  | Tears, Bones and Desire              | Łzy, kości i pożądanie        | Dan Attias        | Nancy Oliver               | 20 kwietnia 2003 |
| 9  | The Opening                          | Otwarcie                      | Karen Moncrieff   | Kate Robin                 | 27 kwietnia 2003 |
| 10 | Everyone Leaves                      | Wszyscy odjeżdżają            | Dan Minahan       | Scott Buck                 | 4 maja 2003      |
| 11 | Death Works Overtime                 | Śmierć pracuje zawsze         | Dan Attias        | Rick Cleveland             | 11 maja 2003     |
| 12 | Twilight                             | Zmierzch                      | Kathy Bates       | Craig Wright               | 18 maja 2003     |
| 13 | I'm Sorry, I'm Lost                  | Przepraszam, jestem zagubiony | Alan Ball         | Jill Soloway               | 1 czerwca 2003   |

## Sezon 4 (2004)
| Nr | Tytuł                 | Tytuł polski                 | Reżyseria         | Scenariusz                  | Premiera         |
| -- | --------------------- | ---------------------------- | ----------------- | --------------------------- | ---------------- |
| 1  | Falling Into Place    | Umieszczony w miejscu        | Michael Cuesta    | Craig Wright                | 13 czerwca 2004  |
| 2  | In Case of Rapture    | W wypadku zachwytu           | Dan Attias        | Rick Cleveland              | 20 czerwca 2004  |
| 3  | Parallel Play         | Równoległa gra               | Jeremy Podeswa    | Jill Soloway                | 27 czerwca 2004  |
| 4  | Can I Come Up Now?    | Czy mogę się teraz podnieść? | Dan Minahan       | Alan Ball                   | 11 lipca 2004    |
| 5  | That’s My Dog         | To mój pies                  | Alan Poul         | Scott Buck                  | 18 lipca 2004    |
| 6  | Terror Starts At Home | Terror zaczyna się w domu    | Miguel Arteta     | Kate Robin                  | 25 lipca 2004    |
| 7  | The Dare              | Wyzwanie                     | Peter Webber      | Bruce Eric Kaplan           | 1 sierpnia 2004  |
| 8  | Coming And Going      | Przychodzić i odchodzić      | Dan Attias        | Nancy Oliver                | 8 sierpnia 2004  |
| 9  | Grinding the Corn     | Mielić zboże                 | Alan Caso         | Rick Cleveland              | 15 sierpnia 2004 |
| 10 | The Black Forest      | Czarny Las                   | Peter Care        | Jill Soloway i Craig Wright | 22 sierpnia 2004 |
| 11 | Bomb Shelter          | Bombardować schronienie      | Nicole Holofcener | Scott Buck                  | 29 sierpnia 2004 |
| 12 | Untitled              | Niezatytułowany              | Alan Ball         | Nancy Oliver                | 12 września 2004 |

## Sezon 5 (2005)
| Nr | Tytuł                      | Tytuł polski                  | Reżyseria      | Scenariusz        | Premiera         |
| -- | -------------------------- | ----------------------------- | -------------- | ----------------- | ---------------- |
| 1  | A Coat of White Primer     | Co się kryje pod powierzchnią | Rodrigo García | Kate Robin        | 6 czerwca 2005   |
| 2  | Dancing For Me             | Zatańcz dla mnie              | Dan Attias     | Scott Buck        | 13 czerwca 2005  |
| 3  | Hold My Hand               | Potrzymaj mnie za rękę        | Jeremy Podeswa | Nancy Oliver      | 20 czerwca 2005  |
| 4  | Time Flies                 | Czas ucieka                   | Alan Poul      | Craig Wright      | 27 czerwca 2005  |
| 5  | Eat a Peach                | Zjedz brzoskwinię             | Dan Minahan    | Rick Cleveland    | 4 lipca 2005     |
| 6  | The Rainbow of Her Reasons | Powody mogą być różne         | Mary Harron    | Jill Soloway      | 10 lipca 2005    |
| 7  | The Silence                | Cisza                         | Joshua Marston | Bruce Eric Kaplan | 17 lipca 2005    |
| 8  | Singing For Our Lives      | Pieśń naszego życia           | Matt Shakman   | Scott Buck        | 24 lipca 2005    |
| 9  | Ecotone                    | Zew natury                    | Dan Minahan    | Nancy Oliver      | 31 lipca 2005    |
| 10 | All Alone                  | Samotni                       | Adam Davidson  | Kate Robin        | 7 sierpnia 2005  |
| 11 | Static                     | Zakłócenia                    | Michael Cuesta | Craig Wright      | 14 sierpnia 2005 |
| 12 | Everyone’s Waiting         | Wielkie oczekiwanie           | Alan Ball      | Alan Ball         | 21 sierpnia 2005 |